# St. Croix Falls (hrabstwo Polk)
St. Croix Falls – miasto w Stanach Zjednoczonych, w stanie Wisconsin, w hrabstwie Polk.